# Osul palatin

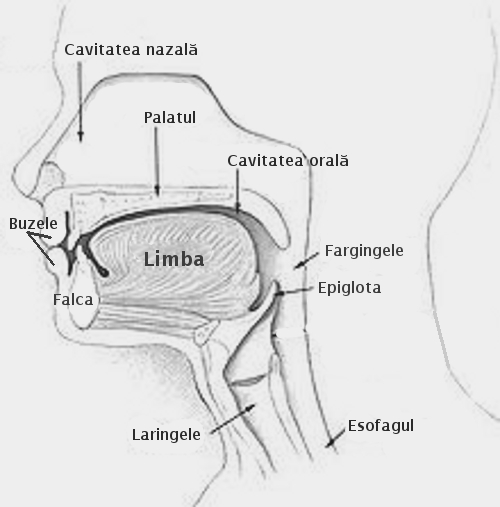
Osul palatin în cadrul cavităţii bucale - vedere din profil.

Osul palatin (os palatinum) sau palatinul este un os pereche a viscerocraniului, situat în porțiunea posterioară a cavității nazale între maxilă și procesul pterigoid al osului sfenoid. 

Are o formă în L, fiind alcătuit dintr-o lamă orizontală (Lamina horisontalis)  și o lamă verticală sau perpendiculară (Lamina perpendicularis), unite între ele în unghi drept. De asemenea, acesta are și trei mici procese: orbitar (Processus orbitalis), sfenoidal (Processus sphenoidalis), piramidal (Processus pyramidalis) și o scobitură sfenopalatină (Incisura sphenopalatina) aflată între procesul orbitar și procesul sfenoidal. 

Acesta participă la formarea peretelui lateral și a planșeului cavității nazale,  a planșeului orbitei, 1/3 posterioare a palatului dur, fosei pterigopalatine și fosei pterigoide și a fisurei orbitare inferiore. Se articulează cu osul etmoid, sfenoid, vomer, maxila, cornetul inferior, palatinul de partea opusă.

## Anatomie

### Lama orizontală
Lama orizontală (Lamina horisontalis) formează treimea posterioară a palatului osos. Este patrulateră și are două fețe (superioară – nazală și inferioară - palatină) și patru margini (anterioară, posterioară, medială și laterală). 
- Fața superioară sau nazală (Facies nasalis) netedă, concavă transversal, orizontală, formează treimea posterioară a planșeului cavității nazale.
- Fața inferioară sau palatină (Facies palatina) rugoasă, participă la formarea plafonului cavității bucale, formând cu fața inferioară contralaterală treimea posterioară a palatului osos (Palatum osseum). Pe această fața se găsește orificiul palatin mare (Foramen palatinum majus) situat în unghiul posterolateral. Lângă marginea posterioară a acestei fețe se găsește adesea o creastă transversală – creasta palatină (Crista palatina).
- Marginea anterioară este dințată și se articulează cu marginea posterioară a procesului palatin al maxilei, cu care formează sutura palatină transversă (Sutura palatina transversa).
- Marginea posterioară este subțire și concavă; pe ea se inserează palatul moale. Pe această margine se mai inserează tendonul mușchiului tensor al vălului palatului (Musculus tensor veli palatini) posterior de creasta palatină.
- Marginea medială este groasă și dințată; ea se articulează cu cea de partea opusă, formând porțiunea posterioară a crestei nazală (Crista nasalis), care se continuă anterior prin creasta nazală formată de cele două procese palatine ale maxilei. Creasta nazală se articulează cu marginea inferioară a vomerului. Creasta nazală se termină posterior (la unirea marginii mediale cu cea posterioară) cu un vîrf osos, numit spina nazală posterioară (Spina nasalis posterior) pe care se inserează mușchiul uvulei (Musculus uvulae)
- Marginea laterală se continue cu lama perpendiculară a osului palatin și este marcată de șanțul palatin mare.

### Lama perpendiculară
Lama perpendiculară (Lamina perpendicularis) este subțire și alungită.  Are 2 fețe (medială sau nazală și laterală sau maxilară) și 4 margini (anterioară, posterioară, inferioară și superioară). Se articulează cu tuberozitatea maxilei și cu procesul pterigoid al sfenoidului.
- Fața medială sau nazală (Facies nasalis) ia parte la formarea peretelui lateral al cavității nazale, contribuind la formarea meatului  inferior, mijlociu și superior. Este prevăzută cu două creste paralele orientate antero-posterior, care nu ajung la marginea posterioară a osului. Creasta inferioară - creasta conchală (Crista conchalis) se articulează cu cornetul inferior. Creasta superioară - creasta etmoidală (Crista ethmoidalis) se articulează cu cornetul mijlociu al etmoidului. Sub creasta conchală fața medială este concavă contribuind la formarea meatului  inferior. Între creasta conchală și creasta etmoidală fața medială are o depresiune suprficială ce contribuie la formarea meatului  mijlociu. Deasupra crestei etmoidale fața medială are un șanț orizontal ce ce contribuie la formarea meatului  superior.
- Fața laterală (Facies lateralis) sau fața maxilară (Facies maxillaris) este rugoasă, neregulară și este împărțită în trei porțiuni (anterioară, mijlocie și posterioară). Porțiunea anterioară se articulează cu fața posterioară a maxilei, și acoperă fața nazală a maxilei în porțiunea ei dinapoia hiatusului maxilar, precum și o porțiune din acest hiatus. Porțiunea posterioară se articulează cu fața medială a lamei mediale a procesului pterigoid. Porțiunea mijlocie este netedă și nu se articulează cu nici un alt os; ea formează peretele medial al fosei pterigopalatine (Fossa pterygopalatina). Pe porțiunea mijlocie se găsește un șanț cu direcție verticală numit șanțul palatin mare (Sulcus palatinus major). Porțiunea superioară a șanțului palatin mare este liberă în fosa pterigopalatină, pe cînd porțiunea inferioară formează, împreună cu șanțul similar de pe maxilă, un canal numit canalul palatin mare (Canalis palatinus major); prin acest canal trec nervul palatin mare (Nervus palatinus major) și artera palatină descendentă (Arteria palatina descendens). Canalul palatin mare se deschide pe palatul dur prin orificiul palatin mare (Foramen palatinum majus).
- Marginea anterioară este subțire și neregulată și se aplică pe fața nazală a maxilei, micșorând astfel hiatul maxilar.
- Marginea posterioară este dințată și se articulează cu lama medială a procesului pterigoid.
- Marginea inferioară se continue cu marginea laterală a lamei orizontală a osului.
- Marginea superioară emite două procese: orbitar și sfenoidal, separate între ele de scobitura sfenopalatină.

### Procesul orbitar
Procesul orbitar al osului palatin (Processus orbitalis ossis palatini) este o apofiză a osului palatin ce se află la partea antero-superioară și laterală a lamei perpendiculare a osului palatin, înaintea scobiturii sfenopalatine. Are o formă cuboidală cu trei fețișoare articulare (maxilară, etmoidală și sfenoidală) și două fețișoare nearticulare (orbitară și pterigopalatină), și înconjoară sinusul aerian al procesului orbitar. 
- Fețișoarele articulare se articulează cu oasele sfenoid, etmoid și maxilar.

- Fețișoara posterioară (sfenoidală) se articulează cu osul sfenoid, este îndreptată în sus și postero-medial, pe ea se află deschiderea sinusului aerian al procesul orbitar, care comunică de obicei cu sinusul sfenoidal, și este completat de concha (cornetul) sfenoidului.
- Fețișoara medială (etmoidală) este îndreptată antero-medial și se articulează cu labirintul osului etmoidal.
- Fețișoara anterioară (maxilară) este alungită, și este îndreptată în jos și antero-lateral, se articulează cu maxila.

- Sinusul aerian al procesul orbitar, comunică cu celulele etmoidale posterioare, mai rar cu sinusul sfenoidal.
- Fețișoarele nearticulare nu se articulează cu alte oase.

- Fețișoara superioară (orbitară) este triangulară, îndreptată supero-lateral și ia parte la formarea părții posterioară a  podelei orbitei.
- Fețișoara laterală (pterigopalatină) este alungită, și este orientată  spre peretele medial al fosei pterigopalatine, luând parte la formarea acestui perete.

- Fețișoara pterigopalatină este separată de fețișoara orbitară de o magine rotunjită care formează partea medială a marginei inferioare a fisurei orbitare inferioare.

### Procesul sfenoidal
Procesul sfenoidal al osului palatin (Processus sphenoidalis ossis palatini) este o apofiză, situată posterior pe partea de sus a lamei perpendiculare a osului palatin, fiind despărțit de procesul orbitar prin incizura sfenopalatină (Incisura sphenopalatina). Este o lamă patrulateră subțire, aplicată peste lama medială a procesului pterigoid și apoi recurbată dedesubtul corpului osului sfenoid, prelungindu-se astfel până la vomer, cu care se articulează. Prezintă câteva fețe și margini:
- Fața superioară a procesului sfenoidal  se  articulează cu cornetul sfenoidal, și deasupra lui cu rădăcina lamei mediale a procesului pterigoid al osului sfenoid. Pe fața superioară se află un șanț, care împreună cu  procesul vaginal (Processus vaginalis) al lamei mediale a procesului pterigoid, formează canalul palatovaginal (Canales palatino-vaginalis)
- Fața inferomedială a procesului sfenoidal este concavă și formează o parte a tavanului și peretelui lateral al cavității nazale
- Fața laterală a procesului sfenoidal se articulează posterior cu lama medială a procesului pterigoid, iar partea anterioară formează o parte a peretelui medial al fosei  pterigopalatine
- Marginea posterioară a procesului sfenoidal se articulează cu procesul vaginal al lamei mediale a procesului pterigoid
- Marginea anterioară a procesului sfenoidal este margine posterioară a scobiturei sfenopalatină (Incisura sphenopalatina)
- Marginea medială a procesului sfenoidal se articulează cu aripa vomerului.

### Scobitura sfenopalatină
Scobitura sfenopalatină (Incisura sphenopalatina) este o scobitură adâncă între procesele orbitar și sfenoidal ale osului palatin. Ea este acoperită de corpul sfenoidului și transformată astfel, în gaura sfenopalatină (Foramen sphenopalatinum) prin care trec artera și vena sfenopalatină și ramuri nervoase nazale din ganglionul sfenopalatin. Această gaură conectează fosa pterigopalatină cu partea posterioară a meatului superior.

### Procesul piramidal
Procesul piramidal (Processus pyramidalis) este o apofiză situată la partea inferioară a osului palatin, la locul de unire al lamei orizontale cu lama perpendiculară. Procesul piramidal se îndreaptă înapoi și lateral, pătrunzând în incizura pterigoidă dintre cele două lame (laterală și medială) ale procesului pterigoid, completând astfel fosa pterigoidă. Procesul piramidal este străbătut vertical de două canale palatine mici (Canales palatini minores).  Aceste canale se deschid pe fața inferioară a procesului piramidal, lângă unirea lui cu lama orizontală, prin două găuri palatine mici (Foramina palatina minora), care sunt situate lângă gaura palatină mare de pe lama orizontală a palatinului. Prin canale palatine mici trec nervii palatini mici (Nervi palatini minores) și arterile palatine mici (Arteria palatina minor)